# James E. Livingston
James Everett Livingston (Towns, Condado de Telfair, 12 de enero de 1940) es un mayor general retirado del Cuerpo de Marines de los Estados Unidos. Fue condecorado con la más alta distinción militar de los Estados Unidos, la Medalla de Honor, por sus acciones en la batalla de Dai Do en 1968 durante la Guerra de Vietnam. Livingston permaneció en servicio activo en el Cuerpo de Marines durante más de 33 años antes de retirarse el 1 de septiembre de 1995. Su último puesto fue el de comandante general de la Reserva de Fuerza de Marines en Nueva Orleans, Luisiana. 

## Primeros años
James Livingston nació el 12 de enero de 1940 en Towns, Georgia. Se graduó de la Escuela de Secundaria Lumber City en 1957. Ingresó en el North Georgia College y en la Universidad del Estado (Escuela Militar Superior de Georgia) en 1957, formando parte del Cuerpo de Cadetes de la escuela reconocido a nivel nacional, hasta que fue transferido para seguir una especialización que la escuela no podía ofrecer. En 1962, Livingston obtuvo una Licenciatura en Ciencias en el grado en ingeniería civil de la Universidad de Auburn. Mientras estaba en la Universidad de Auburn, se comprometió y fue iniciado en el capítulo Alpha-Delta de la fraternidad Sigma Pi. Fue nombrado segundo teniente de Marines de los Estados Unidos en junio de 1962. 

## Cuerpo de Marines de los Estados Unidos
Los primeros destinos de Livingston incluyeron el servicio como comandante de pelotón, oficial de inteligencia y comandante del Regimiento de Entrenamiento de Reclutas. Ascendido a capitán en junio de 1966, Livingston se desempeñó como oficial al mando del destacamento de Marines a bordo del portaaviones USS Wasp, antes de unirse a la 3.ª División de Marines en la República de Vietnam en agosto de 1967. 
El 2 de mayo de 1968, mientras se desempeñaba como comandante en jefe de la Compañía E, 2.º Batallón, 4.º Regimiento de Marines, Livingston se distinguió en acción contra fuerzas enemigas por encima y más allá del llamado del deber durante la Batalla de Dai Do, y ganó la Medalla de Honor. Regresó a los Estados Unidos en noviembre de 1968 y se graduó en la Escuela de Guerra Anfibia en Quantico, Virginia. El presidente Richard Nixon le entregó la Medalla de Honor el 14 de mayo de 1970. 
Después de una segunda estancia en Vietnam, Livingston se desempeñó como instructor en la Escuela de Infantería del Ejército de los Estados Unidos, como director de las Escuelas de División para la 1.ª División de Marines y, más tarde, como S-3 del 3.º Batallón, 7.º Regimiento de Marines. En marzo de 1975 regresó a Vietnam y se desempeñó como oficial de operaciones para las actividades de evacuación de Vietnam, que incluyeron la Operación Viento Frecuente, la evacuación de Saigón. 

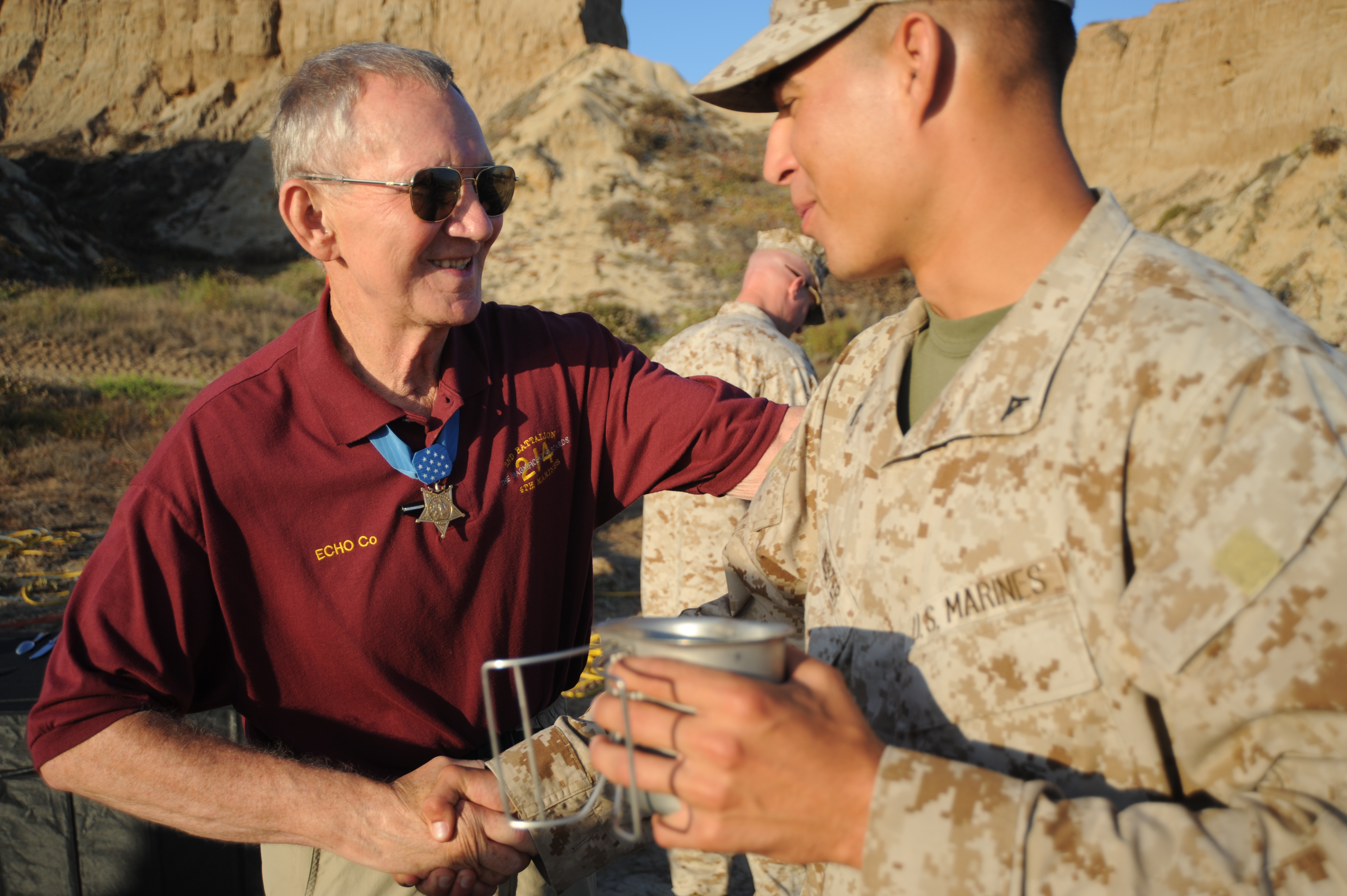
Livingston durante una visita a los marines en Camp Pendleton en 2009.

Livingston luego comandó el Cuartel de los Marines en Londres, se desempeñó como Comandante en Jefe del 3.º Batallón de Adiestramiento de Reclutas y luego como Subjefe de Estado Mayor para Operaciones y Entrenamiento en el Depósito de Reclutamiento de los Marines, en Paris  Island, Carolina del Sur. Durante este período, obtuvo una maestría en Administración por la Universidad de Webster en 1984. Luego sirvió con la 2.º División de Marines y comandó el 6.º Regimiento de Marines antes de unirse al Grupo Conjunto de Asistencia de los Estados Unidos en la República de Filipinas. 
Después de ascender a general de brigada el 10 de junio de 1988, Livingston se desempeñó como Director Adjunto de Operaciones en el Centro de Comando Militar Nacional en Washington, D. C. Durante las Operaciones Escudo del Desierto y Tormenta del Desierto, Livingston comandó el Centro de Combate Marino, Aéreo y Terrestre en Twentynine Palms, California y desarrolló el Programa de Entrenamiento de Guerra del Desierto. Después de comandar la 1.ª Brigada Expedicionaria de Marines, fue ascendido a mayor general el 8 de julio de 1991 y asumió el mando de la 4.ª División de Marines. En julio de 1992, asumió el mando de la recién creada Fuerza de Reserva de Marines, y continuó con su reorganización en octubre de 1994, bajo su nueva denominación de Reserva de Fuerzas de Marines. 
Livingston se graduó de la Escuela de Guerra Anfibia, la Escuela de Comando y Estado Mayor del Cuerpo de Marines y la Escuela de Guerra Aérea.

### Jubilación
En su jubilación, Livingston es miembro de la Junta de Síndicos del Museo Nacional de la Segunda Guerra Mundial. El 6 de noviembre de 2007, durante la campaña presidencial de Fred Thompson, se anunció que Livingston se desempeñaría como Copresidente Nacional de Veteranos por Fred Thompson. También es partidario político de Jeb Bush y en diciembre de 2015 apareció en un anuncio llamado «Honor» en el que se refería al presidente Barack Obama como un «Comandante en Jefe [que] requiere ruedines de entrenamiento».

### Mención de la Medalla de Honor
Por la conspicua valentía e intrepidez a riesgo de su propia vida más allá del llamado del deber mientras servía como Comandante de la Compañía E, Segundo Batallón, Cuarto [Regimiento] de Marines, Novena Brigada Anfibia de Marines en acción contra las fuerzas enemigas en la República de Vietnam. El 2 de mayo de 1968, la Compañía E lanzó un ataque decidido contra la aldea fuertemente fortificada de Dai Do, que había sido tomada por el enemigo la noche anterior, aislando una compañía de Marines del resto del batallón. Empleando hábilmente agentes de detección, el Capitán Livingston maniobró a sus hombres para asaltar posiciones a través de 500 metros de peligroso arrozal abierto mientras estaban bajo intenso fuego enemigo. Ignorando las ráfagas hostiles que impactaron cerca de él, condujo sin miedo a sus hombres en un salvaje asalto contra los emplazamientos enemigos dentro de la aldea. Mientras ajustaba el fuego de las armas de apoyo, el capitán Livingston se movió a los puntos de mayor resistencia, gritando palabras de aliento a sus marines, dirigiendo su fuego y estimulando el decreciente impulso del ataque en repetidas ocasiones. Aunque dos veces fue herido de gravedad por fragmentos de granadas, rechazó el tratamiento médico y valientemente guió a sus hombres en la destrucción de más de 100 búnkeres de apoyo mutuo, expulsando al enemigo restante de sus posiciones y aliviando la presión sobre la compañía de Marines varada. Mientras las dos compañías consolidaban sus posiciones y evacuaban las bajas, una tercera compañía atravesó las líneas amigas lanzando un asalto a la aldea adyacente de Dinh To, solo para ser detenida por un furioso contraataque de un batallón enemigo. Evaluando rápidamente la situación y haciendo caso omiso del gran volumen de fuego enemigo, el capitán Livingston maniobró audazmente a los restantes hombres efectivos de su compañía de vanguardia, unió fuerzas con los marines fuertemente comprometidos y detuvo el contraataque del enemigo. Herido por tercera vez e incapaz de caminar, permaneció firmemente en un área peligrosamente expuesta, desplegando a sus hombres en posiciones más defendibles y supervisando la evacuación de las bajas. Solo cuando se le aseguró la seguridad de sus hombres permitió que lo evacuaran. Las valientes acciones del Capitán Livingston mantienen las más altas tradiciones del Cuerpo de Marines y del Servicio Naval de los Estados Unidos.

### Mención de la Estrella de Plata

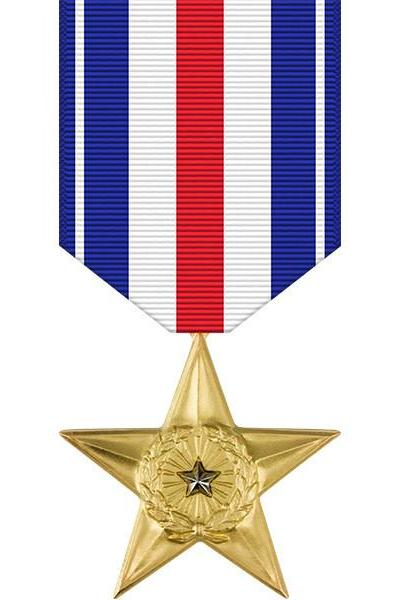

El Presidente de los Estados Unidos de América se complace en entregar la Estrella de Plata al Capitán James Everett Livingston (MCSN: 0-84449), del Cuerpo de Marines de los Estados Unidos, por su notoria valentía e intrepidez en acción mientras se desempeñaba como Comandante de la Compañía E, Segundo Batallón, Cuarto [Regimiento] de Marines, Novena Brigada Anfibia de Marines, en relación con las operaciones de combate contra el enemigo en la República de Vietnam. El 18 de marzo de 1968, la compañía del capitán Livingston participaba en un asalto de batallón contra posiciones del ejército norvietnamita en la aldea fortificada de Vinh Quan Thuong, en la provincia de Quang Tri, cuando un pelotón de una compañía adyacente quedó inmovilizado por el intenso fuego enemigo. En un intento por aliviar a la asediada unidad, el capitán Livingston maniobró con su compañía hacia adelante hasta que la intensidad del fuego de los búnkeres bien situados y de apoyo mutuo del enemigo obligó a su unidad a retirarse a una posición más ventajosa. Coordinándose con el comandante de la segunda compañía, dirigió entonces su unidad hacia delante al amparo de los ataques aéreos de apoyo y de nuevo fue detenido por el fuego hostil. Al observar que una tercera compañía comenzaba un asalto contra el flanco del enemigo, el capitán Livingston, ignorando por completo su propia seguridad, se puso de pie de un salto durante un fuerte ataque con cohetes, reunió a sus hombres y los dirigió en una carga agresiva contra las posiciones norvietnamitas. Sus audaces acciones inspiraron a todos los que lo observaron mientras los marines tomaron la aldea, infligiendo 127 muertes confirmadas de norvietnamitas. Por su valor, su valiente liderazgo y su devoción desinteresada al deber con un gran riesgo personal, el Capitán Livingston mantuvo las más altas tradiciones del Cuerpo de Marines y del Servicio Naval de los Estados Unidos.

## Reconocimientos
El 19 de noviembre de 1993, el estado de Georgia dedicó una placa conmemorativa en Lumber City, Georgia, en honor a Livingston y sus acciones de la Medalla de Honor.